# Сонское
Сонское (хак. Сон пазы) — село в Боградском районе Республики Хакасия России. Является центром Сонского сельсовета. В селе расположена железнодорожная станция Сон Красноярской железной дороги.

## История
В 1940 году Сонское получило статус посёлка городского типа и название Сонский. В 1997 году посёлок Сонский был преобразован в село Сонское.

## Население
| 1959 | 1970  | 1979  | 1989  | 2002 | 2010 |
| ---- | ----- | ----- | ----- | ---- | ---- |
| 5490 | ↘2401 | ↘1540 | ↘1133 | ↘832 | ↘740 |

## Известные жители
С 1931 по 1942 год на железнодорожной станции Сон  осмотрщиком вагонов работал Андрей Никитович Тартынский  (20 сентября 1925 — 16 июля 1945) — разведчик 383-й отдельной разведывательной роты 269-я стрелковая дивизия, 3-я армия, 1-й Белорусский фронт), участник Великой Отечественной войны. Полный кавалер Ордена Славы. 
Владимир Иванович Кокорин (6 апреля 1951, посёлок Сон, Боградский район, Хакасская автономная область — 1 августа 2010) — российский научный деятель, кандидат технических наук, профессор. Заслуженный изобретатель Российской Федерации.